# Riccardo Fabiani
Riccardo Fabiani (Roma, 1905 – Opyt, 20 gennaio 1943) è stato un militare italiano insignito della medaglia d'oro al valor militare alla memoria nel corso della seconda guerra mondiale.

## Biografia
Nacque a Roma nel 1905, figlio di Nicodemo e Ida Buattini.
Conseguita la laurea in scienze economiche e commerciali, valente amministratore ed organizzatore, dall'agosto 1925 al settembre 1926 prestò servizio militare di leva nel Regio Esercito assegnato in servizio presso il 3º Reggimento genio telegrafisti. Nel 1937, dopo un breve corso speciale frequentato presso l'8º Reggimento del genio, ottenne la nomina a sottotenente. Richiamato in servizio attivo all'atto della dichiarazione di guerra a Francia e Gran Bretagna, il 10 giugno 1940, venne assegnato al II battaglione misto T. e R.T. (Terrestre e Ricognizione Terrestre) della 2ª Divisione alpina "Tridentina" e nominato aiutante maggiore. Dopo aver partecipato alle operazioni di guerra sul fronte occidentale, dal novembre dello stesso anno 1940 combatté col grado di tenente sul fronte greco-albanese, prima e nei Balcani poi, fino al luglio 1941. Rientrato in Italia con il suo reparto, esattamente un anno dopo, partiva per il fronte orientale al seguito dell'ARMIR e venne promosso capitano nel gennaio 1943. Cadde in combattimento ad Opyt, nel corso della seconda battaglia difensiva del Don, il 20 gennaio 1943 e fu insignito della medaglia d'oro al valor militare alla memoria.